# Mikulášské lípy
Mikulášské lípy jsou skupina památných stromů lip malolistých (Tilia cordata) ve Žluticích. Stromy rostou v nadmořské výšce 600 m na návrší u ohradní zdi hřbitova při kostele svatého Mikuláše, asi 800 metrů východně od vesnice Verušice, části města Žlutice v okrese Karlovy Vary v Karlovarském kraji. Z původních deseti chráněných lip se jich dochovalo osm. Dvě lípy byly skáceny v lednu 1995. Převažují stromy s hustými, vysoko založenými sekundárními korunami. Obvody kmenů se pohybují mezi 300–500 cm, koruna nejvyššího stromu sahá do výšky 25,5 m (měření 2009).
Stromy jsou chráněny od roku 1986 jako krajinná dominanta.

## Stromy v okolí
- Jakoubkova lípa
- Žlutický dub
- Kolešovský jasan